# Alain Bourguignon
Pour les articles homonymes, voir Bourguignon.
Alain Bourguignon (né le 27 juillet 1948 à Dole) est un athlète français, spécialiste du triple saut. Il a eu une fille, Stéphanie Bourguignon avec sa femme Chantal Baraud. Sa fille ayant elle meme eu deux enfants, Noa Rouhier et Louka Rouhier.

## Biographie
Il est sacré champion de France du triple saut en 1970 à Colombes.